# Hornówek (Mazovie)
Pour les articles homonymes, voir Hornówek.
Hornówek [xɔrˈnuvɛk] est un village polonais, situé dans la gmina d'Izabelin de la Powiat de Varsovie-ouest dans la voïvodie de Mazovie dans le centre-est de la Pologne.
Il se situe à environ 2 kilomètres au sud-ouest d'Izabelin (chef-lieu), 8 kilomètres au nord de Ożarów Mazowiecki et à 16 kilomètres au nord-ouest de Varsovie.
Le village a une population de 1 054 habitants en 2000.